# Округ Мартин (Северна Каролина)
Округ Мартин (енгл. Martin County) је округ у америчкој савезној држави Северна Каролина.

## Демографија
По попису из 2010. године број становника је 24.505, што је 1.088 (-4,3%) становника мање него 2000. године.
| Група             | 2000.          | 2010.          |
| Белци             | 13.264 (51,8%) | 12.790 (52,2%) |
| Афроамериканци    | 11.611 (45,4%) | 10.651 (43,5%) |
| Азијати           | 61 (0,2%)      | 71 (0,3%)      |
| Хиспаноамериканци | 528 (2,1%)     | 769 (3,1%)     |
| Укупно            | 25.593         | 24.505         |